# Ariosto A. Wiley

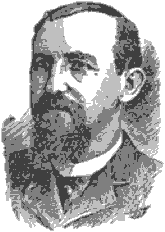

Ariosto Appling Wiley (* 6. November 1848 in Clayton, Barbour County, Alabama; † 17. Juni 1908 in Hot Springs, Bath County, Virginia) war ein US-amerikanischer Rechtsanwalt und Politiker (Demokratische Partei). Er war der Bruder des US-Abgeordneten Oliver Cicero Wiley.

## Werdegang
Ariosto Appling Wiley zog mit seinen Eltern nach Troy (Alabama). Dort besuchte er die Gemeinschaftsschule und graduierte dann 1870 am Emory and Henry College in Emory (Virginia). Er studierte Jura, bekam 1871 seine Zulassung als Anwalt und fing dann in Clayton (Alabama) an zu praktizieren. Im gleichen Jahr zog er nach Montgomery (Alabama), wo er seine Tätigkeit als Anwalt fortsetzte. Ferner diente er als Captain in der Kavallerie der Alabama National Guard und kommandierte später als Lieutenant Colonel das 2. Infanterieregiment der Alabama National Guard.
Wiley verfolgte ebenfalls eine politische Laufbahn. Er war in den Jahren 1884, 1885, 1888, 1889, 1896 und 1897 Mitglied im Repräsentantenhaus von Alabama. Darüber hinaus war er zwischen 1890 und 1893 sowie in den Jahren 1898 und 1899 im Senat von Alabama tätig. Am 9. Juni 1898 wurde er von US-Präsidenten McKinley zum Lieutenant Colonel im 5. Regiment der United States Volunteer Infantry ernannt und diente dann im Spanisch-Amerikanischen Krieg. Er war als Rechtsberater und Stabschef von General Henry W. Lawton in Santiago (Kuba) tätig und assistierte dann General Leonard Wood bei der Etablierung einer Zivilregierung in der östlichen Provinz. Wiley nahm 1888 an der Democratic National Convention teil. Er wurde in den 57. US-Kongress gewählt und in die drei nachfolgenden US-Kongresse wiedergewählt, wo er vom 4. März 1901 bis zu seinem Tod 1908 in Hot Springs (Virginia) tätig war. Wiley wurde auf dem Oakwood Cemetery in Montgomery (Alabama) beigesetzt.